# Michel Van den Bergh
Michel Van den Bergh (25 de julho de 1960) é um matemático belga, que trabalha com álgebra.
Van den Bergh obteve um doutorado em 1985 na Universidade da Antuérpia, orientado por Freddy Van Oystaeyen, com a tese Algebraic elements in finite dimensional division algebras. No pós-doutorado esteve no Instituto de Tecnologia de Massachusetts (MIT), onde foi em 1987/1988 Moore-Instructor. É desde 1982 pesquisador da Fundação Nacional de Ciências (FWO) da Bélgica. Em 1991/1992 esteve no Institut des Hautes Études Scientifiques (IHES) e foi de 1992 a 1995 professor na Universidade de Estrasburgo. Desde 1994 leciona paralelamente a sua atividade na FWO em tempo parcial na Université Libre de Bruxelles e na Universidade de Hasselt.
Recebeu o Prêmio Francqui de 2003. Foi palestrante convidado do Congresso Internacional de Matemáticos em Zurique (1994 :Modules of covariants).
Para o Congresso Internacional de Matemáticos de 2022 em São Petersburgo está listado como palestrante plenário.

## Obras
- com L. Le Bruyn, F. Van Oystaeyen: Graded orders, Birkhäuser 1988
- com Idun Reiten: Two-dimensional tame and maximal orders of finite representation type, Memoirs  American Mathematical Society, Volume 80, 1989
- com I. M. Musson: Invariants under tori of rings of differential operators and related topics, Memoirs Amer. Math. Soc. 136, 1998*Blowing up of non-commutative smooth surfaces, Memoirs American Mathematical Society, Volume 154, 2001
- com Michael Artin Twisted homogeneous coordinate rings, Journal of Algebra, 133, 1990, p. 249–271
- com Michael Artin, John T. Tate Modules over regular algebras of dimension 3, Inventiones Mathematicae, Volume 106, 1991, p. 335–388.
- Cohen-Macaulayness of modules of covariants, Inventiones Mathematicae, Volume 106, 1991, p. 389–409
- com Michael Artin, John T. Tate Some algebras associated to automorphisms of elliptic curves, in: The Grothendieck Festschrift, Volume 1, Birkhäuser 1990, p. 33–85
- com John T. Tate Homological properties of Sklyanin algebras, Invent. Math. 124, 1996, 619–647
- com Alexei Bondal: Generators and representability of functors in commutative and noncommutative geometry, Moscow Mathematical Journal, Volume 3, 2003, 1–36
- Non-commutative crepant resolutions, in: Olav Laudal, Ragni Piene (Hrsg.) The Legacy of Niels Hendrik Abel, Springer, 2002, p. 749–770
- Three-dimensional flops and noncommutative rings, Duke Math. J. 122, 2004, 423–455.
- com Idun Reiten Noetherian hereditary abelian categories satisfying Serre duality, Journal American Mathematical Society, 15, 2002, 295–366
- com Toby Stafford  Noncommutative curves and noncommutative surfaces, Bulletin Amer. Math. Soc., Volume 38, 2001, p. 171–216
- com D. Calaque, C. A. Rossi Caldararu´s conjecture and Tsygan´s formality, Annals of Mathematics, 176, 2012, 865–923